# Álvaro de Carvalho (kommun)
Álvaro de Carvalho är en kommun i Brasilien.   Den ligger i delstaten São Paulo, i den södra delen av landet, 700 km söder om huvudstaden Brasília. Antalet invånare är 4 650.
Följande samhällen finns i Álvaro de Carvalho:
- Álvaro de Carvalho

Omgivningarna runt Álvaro de Carvalho är huvudsakligen savann. Runt Álvaro de Carvalho är det ganska tätbefolkat, med 93 invånare per kvadratkilometer.